# ناپدید شدن برایان شفر
برایان رندال شِفِر (زاده ۲۵ فوریه ۱۹۷۹) (به انگلیسی: Brian Randall Shaffer) یک دانشجوی پزشکی آمریکایی در دانشگاه پزشکی ایالتی اوهایو بوده است. در شب ۳۱ مارس سال ۲۰۰۶، برایان با دوستانش بیرون رفته تا شروع تعطیلات بهاری را جشن بگیرد. مدتی بعد او از دوستان خود جدا می‌شود و آنها تصور کردند که او به خانه رفته است. با این حال، یک دوربین امنیتی در نزدیکی ورودی یک بار در شهر کلمبوس او را در حال صحبت با دو زن قبل از ساعت ۲ بامداد یعنی ۱ آوریل ضبط کرده است سپس برایان وارد بار شده و ظاهراً هرگز از آن خارج نشده است یا بهتر است بگوییم مدرکی دال بر خروج از بار وجود ندارد. شفر از آن زمان تاکنون دیده نشده و خبری از او نیست. این پرونده مورد توجه رسانه ملی قرار گرفت.
ناپدید شدن شفر گیج کننده و مبهم است به خصوص برای بازرسان، زیرا در آن زمان هیچ ورودی یا خروجی دیگری برای دسترسی عموم به بار وجود نداشت. پلیس کلمبوس چندین نظریه در مورد آنچه اتفاق افتاده است دارد. برخی توجهات و سوء ظن‌ها مربوط به یکی از دوستان شفر است که در آن شب او را همراهی می‌کرده، اما او از انجام تست‌های پلی گراف در مورد حادثه خودداری کرده است. احتمال جنایت در نظر گرفته می‌شود، از جمله احتمال دخالت قاتل سریالی صورتک خندان (Smiley Face), همچنین حدس زده شده است که او ممکن است زنده بوده و در جای دیگری با هویت جدید در حال زندگی باشد.

## سوابق و زندگی شخصی
برایان شفر در حومه شهر پیکرینگتون در اوهایو، خارج از کلمبوس، بزرگ شد، و بزرگ‌ترین پسر از دو پسر رندی و رنی شفر بود. او در سال ۱۹۹۷ از دبیرستان محلی فارغ‌التحصیل شد و برای ادامه تحصیل در مقطع کارشناسی به دانشگاه ایالتی اوهایو (OSU) رفت. شش سال بعد در رشته میکروبیولوژی فارغ‌التحصیل شد. به دنبال آن، شفر تحصیلات خود را در کالج پزشکی OSU در سال ۲۰۰۴ آغاز کرد. در طول دومین سال زندگی خود در آنجا، در مارس ۲۰۰۶، مادرش بر اثر بیماری میلودیسپلاستیک درگذشت. دوستان شفر می‌گویند که اگرچه به نظر می‌رسید او به خوبی از عهده مرگ مادرش برآمد، اما برایش سخت بود.

## ناپدید شدن
روز جمعه ۳۱ مارس، کلاس‌های دانشگاه به پایان رسید و به مدت یک هفته برای تعطیلات بهاری تعطیل شد. شفر و پدرش رندی این مناسبت را با سرو شام در بیرون از منزل در اوایل آن شب جشن گرفتند. پدر شفر خاطرنشان کرد که به نظر می‌رسید او از اینکه اوایل هفته به خاطر امتحانات شب‌بیداری کشیده و به خاطر چند امتحان مهم مطالعه بسیار و بدون وقفه داشته است خسته شده بود. با اینکه پدر برایان فکر می‌کرد که برایان نباید با دوست خود به نام «ویلیام (کلینت) فلورانس»(William "Clint" Florence) بعد از این در اواخر همان شب بیرون برود، اما از گفتن این ابراز نگرانی به پسرش صرف نظر کرد.
در ساعت ۹ شب، برایان با فلورانس در یک بار به نام آگلی تونا «Ugly Tuna» در مجتمع کَمپوس گِیتوِی (Campus Gateway) جنوبی در کلمبوس ملاقات کرد. یک ساعت بعد، شفر با وَگِنر(Waggoner) تماس گرفت، که قبل از اینکه او (مؤنث) و برایان به میامی بروند، به خانه اش در تولدو بازگشته بود تا با خانواده اش ملاقات کند. شفر و فلورانس از چندین بار و میخانه دیدن کرده و به سمت منطقه آرنا رفتند. بنا به گفته فلورانس، در هر توقف یا بار هر دو آن‌ها (شفر و فلورانس) یک شات مشروب می‌نوشیدند.

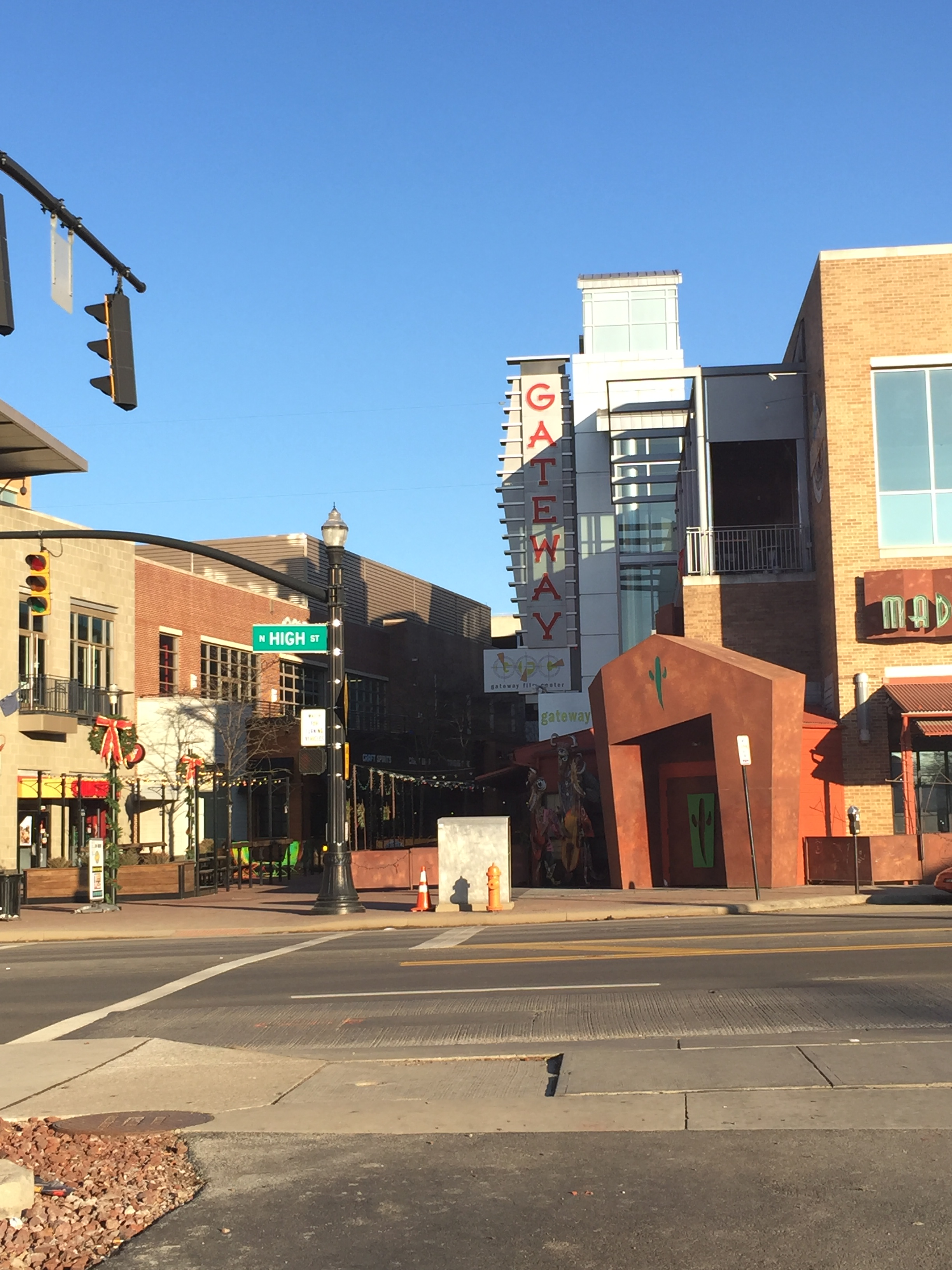
کمپوس گیتوی جنوبی در سال ۲۰۱۵. سالن Ugly Tuna در طبقه بالای ساختمان در سمت راست قرار داشت.

بعد از نیمه شب، شفر و فلورانس در منطقه Short North، یکی از دوستان فلورانس به نام مردیت رید(Meredith Reed)، را ملاقات کردند. رید (با خودروی خود) آنها را مجدداً به سالن آگلی تونا، جایی که شب را شروع کرده بودند برده و برای آخرین دور (نوشیدن مشروب) به آنها پیوست. در حالی که هر سه دوست در آنجا بودند، شفر از همراهانش جدا شد.
فلورانس و رید سعی کردند شفر را پیدا کنند و بارها با او تماس گرفتند (اما تماس‌ها بی پاسخ بودند). زمانی که بار در ساعت ۲ بامداد بسته شد، آن دو به همراه دیگر مشتریان محل را ترک کرده و بیرون منتظر شفر ماندند. سپس وقتی برایان را در میان جمعیت در حال خروج مشاهده نکردند تصور کردند که او بدون اطلاع آنها به آپارتمان خود بازگشته است. وگنر و پدر شفر هر دو سعی کردند اواخر آن هفته با او تماس بگیرند، اما او پاسخی نداد. صبح روز دوشنبه، او پرواز به میامی را که خودش و دوستش واگنر مدت‌ها قبل برنامه‌ریزی کرده بودند را از دست داد سپس مفقود شدن وی به پلیس کلمبوس گزارش شد.

## تحقیقات و بازرسی
پلیس جستجوی خود برای یافتن شفر را از سالن آگلی تونا، باری که آخرین بار در آن دیده شده بود، آغاز کرد. از آنجایی که منطقه اطراف کمپوس گیتوِی جنوبی تا حدودی با نرخ بالای جرم و جنایت متروکه و ویرانه شده بود، ساختمان گیتوی که بار و سایر مشاغل را در خود جای داده بود، دوربین‌های امنیتی نصب کرده بود. آنها فیلم ضبط شده را بررسی کردند که شفر، فلورانس و رید را نشان می‌داد که در ساعت ۱:۱۵ از پله برقی به سمت ورودی اصلی بار بالا می‌روند. برایان در خارج از بار در حوالی ساعت ۱:۵۵ دیده شد در حالی که با دو زن جوان صحبت کوتاهی کرده و سپس از آن‌ها خداحافظی کرده و در نهایت با حرکت خود از زاویه دید دوربین خارج می‌شود. این در حالی است که دوربین خروج برایان از سالن آگلی تونا را (حداقل تا مدت کوتاهی پس از تعطیل شدن مجموعه) ضبط نکرده بود و این آخرین زمان شناخته شده‌ای بود که برایان شفر مشاهده شد.
بازرسان متوجه شدند که ممکن بود شفر لباس‌هایش را در بار عوض کند یا کلاه بگذارد و سرش را پایین نگه دارد و صورتش را از دوربین پنهان کند. همچنین ممکن است به دلیل گردش دوربین‌ها، شفر از زاویه دید دوربین‌ها پنهان مانده بوده است چرا که یکی به‌طور مداوم دارای حرکت بوده و دیگری به صورت دستی کار می‌کرد. او همچنین ممکن است از مسیر دیگری ساختمان را ترک کرده باشد. با این حال، تنها خروجی دیگر ساختمان، یک در سرویس (منظور دربی است که به منظور تردد کارکنان و بارگیری و تخلیه بار دارای تردد است) که غالباً توسط مردم استفاده نمی‌شود و در آن زمان به محل یک ساخت‌وساز باز می‌شد بود که افسران معتقد بودند عبور از آن در حالی که به اندازهٔ شفر مست باشید دشوار بوده است.
از آنجایی که کلمبوس بیشترین دوربین‌های امنیتی را در بین شهرهای اوهایو دارد – بیشتر از کلیولند، سینسیناتی و تولدو – افسران بعداً به فیلم‌های بارهای دیگر نگاه کردند تا ببینند آیا دوربین‌های آنجا می‌توانند توضیح دهند که شفر چگونه سالن سالن آگلی تونا را ترک کرده است. با این حال، فیلم‌های دوربین‌های سه بار دیگر در نزدیکی هیچ اثری از او نشان نداد.
جست و جو از سالن آگلی تونا شروع شد جایی که با افسرانی که گاهی به همراه سگ‌های پلیس بودند و به دقت خیابان‌ها، محل نگهداری آشغال‌ها (dumpsters) و سطل آشغال‌ها را بازرسی می‌کردند، و از ساکنان می‌پرسند که آیا شفر را دیده‌اند یا خیر. بروشورهایی که تصویر او را نشان می‌دهند، نشان‌دهنده خالکوبی روی بالای بازوی راست او با شکل یک انسان با طرح بسیار ساده(stick figure) که در حقیقت یک کپی از تصویر آثار هنری روی جلد کاور آلبوم تک آهنگ " Alive " متعلق به گروه پرل جم، یکی از گروه‌های مورد علاقه‌اش، و اشاره به لکه‌ای متمایز روی عنبیه یکی از چشم‌های او به‌طور گسترده منتشر شد. پلیس حتی شهر کلمبوس را متقاعد کرد که آنها را به سیستم فاضلاب راه دهد تا آنجا را جستجو کنند. هیچ اطلاعات مفیدی کشف نشد. شش بلوک دورتر از بار در آپارتمان شفر در خیابان کینگ، خودرو او هنوز بیرون پارک شده بود و در داخل آن هیچ چیز مشکوک یا گمشده ای به نظر نمی‌رسید.
پس از کیلومترها جستجوی از سالن آگلی تونا در هر جهت، پلیس شروع به بررسی احتمالات دیگری به جز تصادف یا جنایت کرد. از آنجایی که مادر شفر به تازگی فوت کرده بود، حدس زده می‌شد که او موقتاً برای غم و اندوه و عزاداری تمایل به تنهایی یا انزوا داشته است. با این حال هنگامی که ناپدید شدن او دائمی در نظر گرفته شد هیچ دلیل واضحی برای ناپدید شدن داوطلبانه او اظهار نشد.
از کسانی که شفر را در آن شب دیده بودند، از جمله پدرش، خواسته شد که آزمایش دروغ سنجی انجام دهند. پدر برایان و رید آزمایش را مانند سایرین انجام داده، در حالی که فلورانس انجام آن را نپذیرفت. دو زنی که برایان آخرین بار در حال صحبت با آنها دیده شده بود، بعداً شناسایی شدند. آنها در سال ۲۰۰۹ گفتند که هیچ‌کسی از آنها درخواست انجام آزمون دروغ سنجی نداشته است.
پلیس راهنمایی‌های زیادی دریافت کرد که هیچ‌کدام منجر به پیشرفت در این پرونده نشد. در کنسرت پرل جم در اواخر همان سال در سینسیناتی، ادی ودر، خواننده اصلی، زمانی را بین آهنگ‌ها اختصاص می‌داد تا در مورد ناپدید شدن شفر نکاتی را بپرسد، اما هیچ‌کدام از آن‌ها هم مفید نبودند. پلیس حتی برای برخی مشاهدات و گزارش‌های احتمالی تا میشیگان، تگزاس و حتی سوئد رفته و موارد را مورد بررسی قرار می‌داد.
رندی شفر که به تازگی شاهد مرگ همسرش بود، به تنهایی به جستجوی پسرش ادامه داد. یک فرد پاراسایکولوژیست که با او مشورت کرد به او گفت جسد شفر در نزدیکی پایه یک پل در آب است. او و درک، برادر کوچک‌تر برایان، همراه با تعدادی از شهروندان دیگر که به این پرونده علاقه‌مند شده بودند، تعدادی چکمه مخصوص خریداری کرده و بیشتر اوقات فراغت خود را در کنار سواحل رودخانه اولِنتانجی، که از کلمبوس در مجاورت پردیس دانشگاه می‌گذرد، گذرانده و بیهوده به جستجو جوی جنازه (احتمالی) بودند. این احتمال همچنین باعث شد که پلیس نظریه «قاتل صورتک خندان»(smiley face murder theory اشاره به سری از افراد مفقود با شرایطی بسیار شبیه به برایان شفر دارد) را نیز در نظر داشته باشد. شفر، بر اساس این نظریه، تنها قربانی قاتل زنجیره‌ای خواهد بود که هنوز جسدش پیدا نشده است گرچه پلیس کلمبوس در نهایت به دنبال رهبری و تحقیقات رده بالاترین سازمان‌های اجرای قانون، از جمله FBI، هر گونه ارتباط با قاتل ادعایی در پرونده شفر را رد کرد.

## پیش‌روی‌های بعدی
در سال ۲۰۱۴، پلیس کلمبوس اعلام کرد که هنوز حداقل دو گزارش، راهنمایی یا نکته در ماه در مورد این پرونده از طریق خط تلفن مستقیم انجمن پایان خواهان جرم (Crime Stoppers) (یک انجمن اجتماعی است که به افراد کمک می‌کند تا به صورت ناشناس در مورد فعالیت‌های مجرمانه اطلاعات ارائه دهند) دریافت می‌کند، اگرچه هیچ‌کدام مفید نبوده است. شواهد موجود در این پرونده به قدری زیاد است که چهار جعبه پرونده را پر کرده است. یکی از محققان اولیه و اصلی پرونده به نام آندره ادواردز، به ماهنامه کلمبوس (Columbus Monthly) گفت که پس از بررسی گسترده فیلم‌های دوربین در سالن آگلی تونا از شب ناپدید شدن شفر، او می‌تواند «با اطمینان ۱۰۰ درصد» بگویید که شفر از طریق پله برقی خارج نشده است. پلیس می‌گوید آنها سه نظریه در مورد این پرونده دارند، اما از بحث در مورد آن حتی به‌طور کلی با مجله خودداری کردند.
در سال ۲۰۱۹، تصویری از یک مرد بی خانمان آمریکایی در تیخوانا‌ی مکزیک که به شفر شباهت داشت، در فضای مجازی پخش شد. ایستگاه خبری کلمبوس 10TV در سال ۲۰۲۰ این تصویر را به کارآگاه مسئول پرونده شفر ارسال کرد. کارآگاه تصویر را برای تجزیه و تحلیل تشخیص چهره به اداره تحقیقات فدرال (FBI) ارسال کرد که FBI هرگونه ارتباط مورد را با برایان رد کرد.
در مارس ۲۰۲۱، اداره تحقیقات جنایی اوهایو عکس گذر زمانی (age-progressed) را منتشر کرد که نشان می‌دهد شفر در سن ۴۲ سالگی، تقریباً ۱۵ سال پس از ناپدید شدن، احتمالاً چه شکلی است.